# 賓霞洞

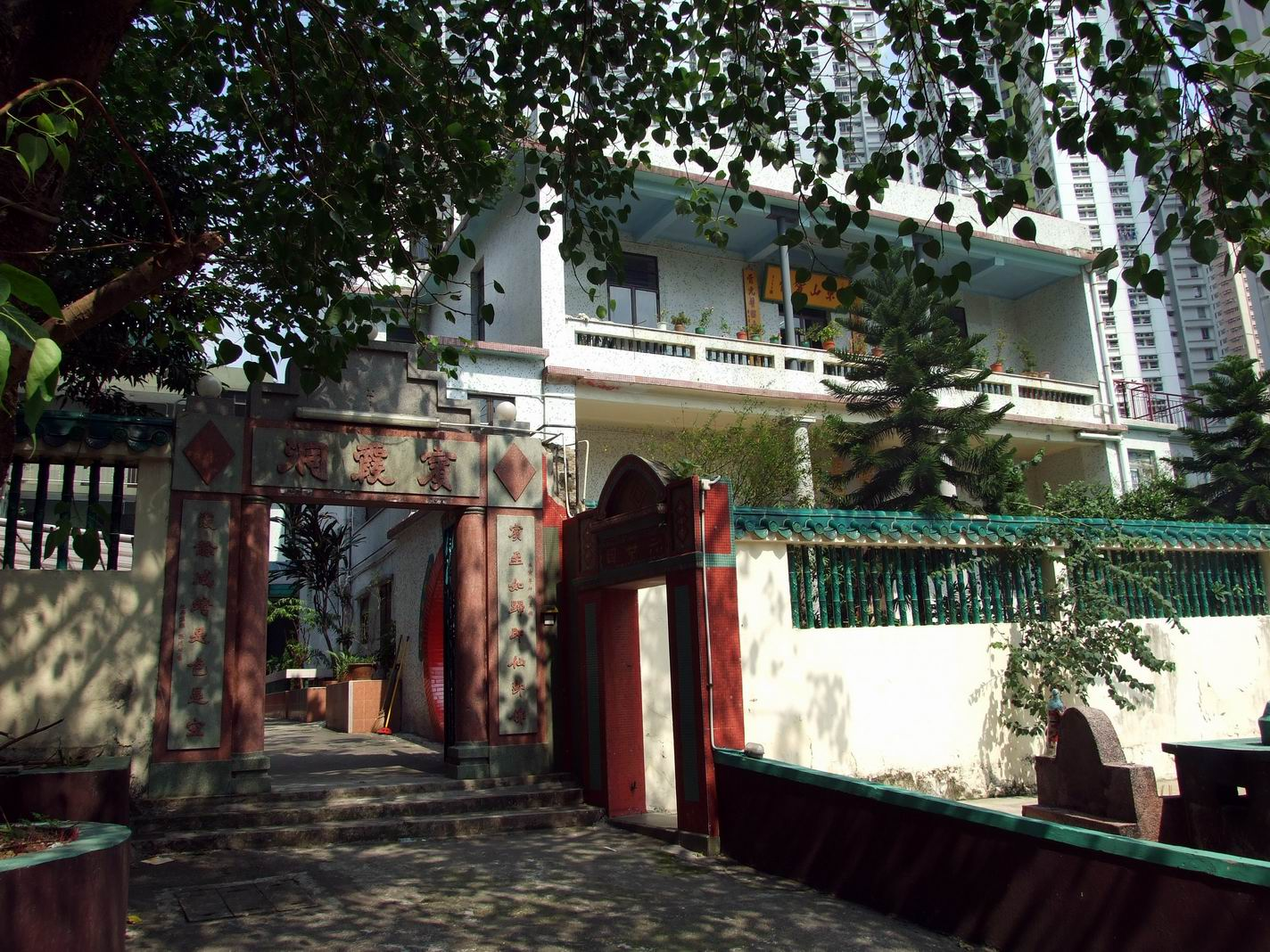
賓霞洞

賓霞洞（英語：Bun Ha Tung）位於香港九龍牛池灣斧山道地段2039號（前為東山村），創建於1934年，原名寶覺精舍。賓霞洞源於廣東清遠飛霞洞，於1935年由麥長天、洪昌浩及茹雅瑞等人創立，是一間儒釋道三教合一的廟堂，現為一間註冊廟宇及有限公司，同時是獲豁免繳稅的慈善團體。

## 結構
賓霞洞屬於先天道派，主樓樓高三層，門匾「寶覺精舍」及門聯「寶茲至道；覺彼迷途」出自朱汝珍太史手筆，地下有「多寶佛塔」及「彌勒佛」，二樓為「觀音堂」，三樓正殿為「三教殿」，供奉釋迦牟尼、孔夫子及太上老君，「呂祖殿」則供奉呂祖；主樓旁的三樓「藥師殿」則供奉藥師佛。外圍圍牆正門門額「賓霞洞」，門聯「賓至如歸，即仙即佛；霞餘成綺，是色是空」。

## 註腳
1. ↑   (PDF).   [2007-12-15]. （原始内容存档 (PDF)于2007-04-21）.
2. ↑   (PDF).   [2015-03-11]. （原始内容存档 (PDF)于2016-03-04）.